# Турн-и-Таксис, Максимилиан Карл
Максимилиан Карл фон Турн-и-Таксис (нем. Maximilian Karl von Thurn und Taxis; 3 ноября 1802, Регенсбург — 10 ноября 1871, Регенсбург, Бавария) — 6-й князь Турн-и-Таксис в 1827—1871 годах и до 1867 года глава частной почты Турн-и-Таксис.

## Биография
Максимилиан Карл — четвёртый ребёнок в семье князя Карла Александра Турн-и-Таксиса и его супруги, герцогини Терезы Мекленбургской, сестры королевы Пруссии Луизы. Брат Марии Терезии Турн-и-Таксис, Марии Софии Турн-и-Таксис, баронессы Амалии Крюденер.  
В 9 лет Максимилиан Карл был назначен унтер-лейтенантом 4-го баварского кавалерийского полка. Четыре года Максимилиан Карл воспитывался в Швейцарии, а 25 августа 1822 года поступил на службу в баварскую армию. После смерти отца в 1827 году попросил отставки и посвятил себя новых задачам главы дома Турн-и-Таксис при поддержке матери Терезы. Максимилиан Карл также унаследовал семейное дело — почту Турн-и-Таксис. Её история завершилась после аннексии Вольного города Франкфурта со стороны Пруссии в 1866 году и принудительной продажи предприятия.
24 августа 1828 года Максимилиан Карл вступил в неравнородный брак с имперской баронессой Вильгельминой фон Дёрнберг. В браке родилось пятеро детей. Княгиня Вильгельмина умерла в возрасте 32 лет на седьмом году супружеской жизни. Максимилиан Карл погрузился в глубокий траур. В своей резиденции для почившей супруги он возвёл неоготический мавзолей. 24 января 1839 года Максимилиан Карл женился во второй раз на принцессе Матильде Софии Эттинген-Эттингенской. В этом браке родилось одиннадцать детей.
Старший сын и наследник Максимилиан Антон Турн-и-Таксис в 1858 году женился на герцогине Елене Баварской, сестре императрицы Австрии Елизаветы. Максимилиан Карл пережил сына на четыре года и был похоронен в мавзолее рядом с первой супругой.

## Потомки
В первом браке с имперской баронессой Вильгельминой фон Дёрнберг родились:
- Карл Вильгельм (1829—1829)
- Терезия Матильдия Амалия Фридерика Элеонора (1830—1883), замужем за Альфредом Бофор-Спонтином (1816—1888), затем за Вильгельмом фон Пирхом
- Максимилиан Антон (1831—1867), женат на Елене Баварской
- Эгон Максимилиан (1832—1892), женат на Виктории Эдельспахер де Дьёрйок (1841—1895)
- Теодор Георг (1834—1876), женат на баронессе Мелании фон Зеккендорфф (1841—1919)

Во втором браке с Матильдой Софией Эттинген-Эттингенской (1816—1886) родились:
- Отто (1840—1878), женат на Марии де Фонтелив-Вернье (1842—1879)
- Георг (1841—1874), женат на Анне Фрювирт (1841—1884)
- Пауль (1843—1879), женат на Элизе Крейцер
- Амалия (1844—1867), замужем за Отто фон Рехбергом (1833—1918)
- Гуго (1845—1873)
- Густав (1848—1914), женат на Каролине Турн-и-Таксис (1846—1931)
- Адольф (1850—1890), женат на Франциске Гримо Орсе (1857—1919)
- Франц (1852—1897), женат на Терезии Гримо Орсе (1861—1947)
- Николай (1853—1874)
- Альфред (1856—1886)
- Мария Георгина (1857—1909), замужем за Вильгельмом фон Вальдбург-Цейлем (1835—1906)